# Nivenioideae
Nivenioideae é uma subfamília da família das Iridaceae que agrupa três géneros com cerca de 85 espécies arbustivas com distribuição natural restrita à África Austral.

## Descrição
As plantas desta subfamília distinguem-se por apresentarem flores com simetria radial, com tépalas livres e dispostas em grupos pequenos, entre longas brácteas.
O órgão subterrâneo de reserva é um rizoma.

## Taxonomia
A subfamília integra três géneros e 85 espécies, as quais são plantas arbustivas do sul da África (Klattia, Nivenia e Witsenia).